# اسپرینگ‌واتر (اورگن)
اسپرینگ‌واتر (به انگلیسی: Springwater) یک منطقهٔ مسکونی در ایالات متحده آمریکا است که در شهرستان کلاکاماس، اورگن واقع شده‌است.